# Anna Waszczuk-Gajda

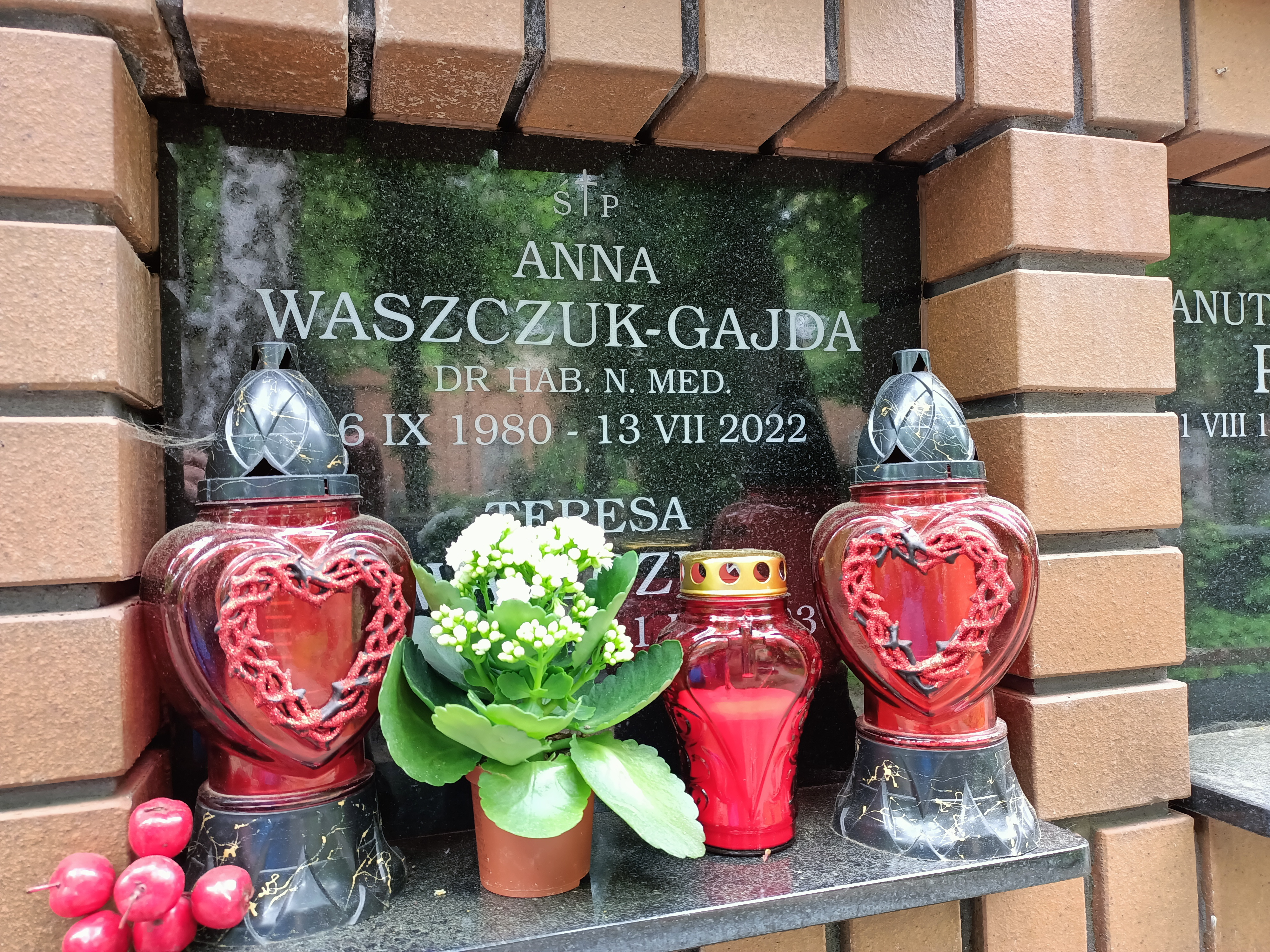
Grób Anny Waszczuk Gajdy na Cmentarzu Powązkowskim

Anna Waszczuk-Gajda (ur. 1980, zm. 13 lipca 2022) – polska onkolog, dr hab.

## Życiorys
11 stycznia 2012 obroniła pracę doktorską Wstrząs posoczniczy u chorych na choroby krwi. Analiza sytuacji klinicznej, postępowania i wyników leczenia, następnie uzyskała stopień doktora habilitowanego. Została zatrudniona na stanowisku adiunkta w Katedrze i Klinice Hematologii, Onkologii i Chorób Wewnętrznych na Wydziale Lekarskim Warszawskiego
Uniwersytetu Medycznego.
Pochowana na Cmentarzu Powązkowskim w Warszawie